# جولييت بالمر
جولييت بالمر (بالإنجليزية: Juliet Palmer)‏ هي ملحنة كندية، ولدت في 1967.

## روابط خارجية
- جولييت بالمر على موقع IMDb (الإنجليزية)